# Guil·leminita
La guil·leminita és un mineral de la classe dels òxids. Rep el nom en honor del francès Jean Claude Guillemin (1923-1994), químic i mineralogista, professor de l'École des Mines a París i comissari de la col·lecció de minerals d'aquesta institució. Guillemin va ser també director general de la Unió Miniere du Haut-Katanga i cofundador de l'Associació Mineralògica Internacional.

## Característiques
La guil·leminita és un òxid de fórmula química Ba(UO₂)₃(Se⁴⁺O₃)₂O₂(H₂O)₃·H₂O. Cristal·litza en el sistema ortoròmbic. La seva duresa a l'escala de Mohs és 2.
Segons la classificació de Nickel-Strunz, la guil·leminita pertany a «04.JJ - Selenits amb anions addicionals, amb H₂O» juntament amb els següents minerals: marthozita, piretita, demesmaekerita i haynesita.

## Formació i jaciments
Va ser descoberta a la mina Musonoi, una mina situada a la localitat de Kolwezi, dins la província de Lualaba, a la República Democràtica del Congo. També ha estat trobada a la mina Shinkolobwe (Alt Katanga, també a la República Democràtica del Congo), a Liauzun, a la localitat d'Olloix, dins la regió francesa d'Alvèrnia-Roine-Alps, i a la mina Eureka (La Torre de Cabdella, Pallars Jussà).